# براچالینی
براچالینی (ایتالیایی: Braccialini) شرکت کالای لوکس ایتالیایی است، که در سال ۱۹۵۴ میلادی تأسیس شد.